# Basarab IV
Basarab IV Młody, zwany też Palownikiem Małym (rum. Basarab cel Tânăr, Basarab Țepeluș; zm. 1482) – hospodar wołoski w latach 1477–1481 i 1481–1482 z dynastii Basarabów.
Był synem hospodara Basaraba II. Do walk o tron wołoski włączył się w 1474, pokonał go jednak wówczas protektor jego stryja lub kuzyna Basaraba III Starego hospodar mołdawski Stefan Wielki. Gdy jednak Basarab III odwrócił się od Stefana, sprzymierzając się z Imperium Osmańskim (doprowadzając m.in. do śmierci Włada Palownika), Stefan wprowadził jesienią 1477 na tron wołoski Basaraba Młodego. Ten jednak poszedł wkrótce w ślady swego poprzednika, nawiązując współpracę z Turcją, co spowodowało kolejną interwencję Stefana na Wołoszczyźnie w 1481. Obalony wówczas Basarab Młody powrócił wkrótce na tron, został jednak jeszcze wiosną 1482 zamordowany przez bojarów.
Za syna Basaraba Młodego podawał się Neagoe Basarab, uzasadniając tym swoje roszczenia do tronu wołoskiego (faktycznie pochodził najprawdopodobniej z potężnej rodziny bojarskiej Craiovești).

## Literatura
- J. Demel: Historia Rumunii. Wrocław – Warszawa – Kraków: Zakład Narodowy im. Ossolińskich – Wydawnictwo, 1970, s. 131–132, 144.
- J. Rajman: Encyklopedia średniowiecza. Kraków: Wydawnictwo Zielona Sowa, 2006, s. 98. ISBN 83-7435-263-9.